# ساري سو (بل دشت)
ساري سو هي قرية في مقاطعة بل دشت، إيران. عدد سكان هذه القرية هو 234 في سنة 2006.